# White City (Oregón)
White City es un lugar designado por el censo ubicado en el condado de Jackson en el estado estadounidense de Oregón. En el año 2000 tenía una población de 5.466 habitantes y una densidad poblacional de 1,141.3 personas por km².

## Geografía
White City se encuentra ubicada en las coordenadas 42°26′0″N 122°50′2″O / 42.43333, -122.83389.

## Demografía
Según la Oficina del Censo en 2000 los ingresos medios por hogar en la localidad eran de $29,342, y los ingresos medios por familia eran $30,743. Los hombres tenían unos ingresos medios de $27,175 frente a los $20,784 para las mujeres. La renta per cápita para la localidad era de $11,253. Alrededor del 21.1% de la población estaban por debajo del umbral de pobreza.